# The Last of Us Part II
The Last of Us Part II é um jogo eletrônico de ação-aventura desenvolvido pela Naughty Dog e publicado pela Sony Interactive Entertainment. É o segundo jogo da franquia e foi lançado em 19 de junho de 2020 exclusivamente para PlayStation 4. Ambientado cinco anos após os eventos de The Last of Us, o jogador assume o papel de duas protagonistas em um Estados Unidos pós-apocalíptico: Ellie, que busca por vingança após um evento traumático, e Abby, uma soldada que se envolve em um conflito entre uma milícia e um culto. O jogo contém elementos de survival horror e é jogado numa perspectiva de terceira pessoa. Os jogadores podem usar armas de fogo, arcos, armas improvisadas, esquiva e furtividade para se defenderem de seres humanos hostis e criaturas infectadas por uma mutação do fungo Cordyceps.
Seu desenvolvimento durou seis anos, pouco depois do lançamento de Remastered. O jogo foi oficialmente revelado durante o evento PlayStation Experience em dezembro de 2016. Neil Druckmann retornou como diretor criativo e escritor, juntamente com Halley Gross. A temática do jogo, que aborda sobre vingança e retribuição, foram inspirados nas experiências de Druckmann crescendo em Israel. Ashley Johnson e Troy Baker repetem seus papéis como Ellie e Joel, respectivamente, enquanto Laura Bailey foi escalada como Abby. Suas performances incluíram a captura simultânea de movimento e voz. Os desenvolvedores impulsionaram os recursos técnicos do PlayStation 4 durante o desenvolvimento. O músico Gustavo Santaolalla voltou a compor e executar a partitura. O desenvolvimento supostamente incluiu uma agenda de 12 horas de jornada de trabalho, recebendo alguns adiamentos em decorrência também da pandemia de COVID-19.
Part II recebeu aclamação por parte dos avaliadores. Os elogios foram direcionados à jogabilidade aprimorada em relação ao seu antecessor, fidelidade visual e performances do elenco, enquanto seu enredo e as apresentações de seus temas através da violência receberam opiniões divididas da crítica e do público. O título é um dos jogos mais vendidos do PlayStation 4 e o exclusivo desta plataforma mais rapidamente vendido, com mais de quatro milhões de unidades comercializadas em seus primeiros três dias de lançamento e mais de dez milhões até 2022. Part II recebeu múltiplos prêmios e indicações, incluindo muitos de Jogo do Ano.

## Jogabilidade

Em uma mudança em relação ao seu antecessor, o jogo permite que o jogador rasteje em uma posição de bruços para fugir dos inimigos.

The Last of Us Part II é um jogo eletrônico de ação-aventura e survival horror jogado numa perspectiva de terceira pessoa. O jogador atravessa ambientes pós-apocalípticos, como edifícios e florestas, para avançar na história. O jogador pode usar armas de fogo, armas improvisadas e furtividade para se defender de humanos hostis e criaturas infectadas por uma mutação do fungo Cordyceps. O jogo alterna intermitentemente o controle da personagem jogável entre Ellie e Abby; o jogador também controla brevemente Joel na introdução do jogo. A natureza ágil das protagonistas introduz elementos de plataforma no jogo, permitindo que o jogador pule e suba para atravessar ambientes e obter vantagens táticas durante o combate. Algumas áreas do jogo são navegadas com um cavalo ou um barco.
Em combate, o jogador pode usar armas de longo alcance, como rifles e arcos, e armas de curto alcance, como pistolas e revólveres. O jogador é capaz de vasculhar armas brancas de uso limitado, como facões e martelos, e jogar garrafas e tijolos para distrair, atordoar ou atacar inimigos. O jogador pode atualizar armas em bancadas usando itens coletados. Equipamentos como kits de saúde, coquetéis molotov e silenciadores podem ser encontrados ou fabricados com itens coletados. O jogador pode coletar suplementos para aprimorar seus atributos em uma árvore de habilidades; manuais de treinamento encontrados em todo o ambiente desbloqueiam galhos de árvores de habilidades adicionais, permitindo atualizações de atributos como medidor de vida útil, velocidade de fabricação e tipos de munição.
Embora o jogador possa atacar inimigos diretamente, ele também pode usar furtividade para atacar sem ser detectado ou esgueirar-se por eles. O "Modo de Escuta" permite que o jogador localize os inimigos através de um senso de audição e percepção espacial, indicados como contornos visíveis através de paredes e objetos. No sistema de cobertura, o jogador pode se agachar atrás de obstáculos para obter uma vantagem tática durante o combate; o jogador também pode rastejar em uma posição propensa para fugir dos inimigos. O jogo apresenta um sistema de inteligência artificial pelo qual inimigos humanos hostis reagem ao combate. Se os inimigos descobrem a posição do jogador, eles podem se esconder ou pedir ajuda, e podem tirar vantagem do jogador quando estão distraídos, sem munição ou em uma luta. Os companheiros do jogador, como Dina, auxiliam no combate ao matar inimigos ou anunciam suas localizações. O jogo também apresenta cães de guarda que podem rastrear o caminho do jogador, podendo ser visualizados no Modo de Escuta.

## Enredo
No prólogo, Joel (Troy Baker) confessa a seu irmão Tommy (Jeffrey Pierce) sua responsabilidade em impedir que os Vaga-Lumes tentassem encontrar uma cura para a pandemia do fungo Cordyceps, salvando Ellie (Ashley Johnson) de uma operação que a teria matado. Cinco anos depois, Joel e Ellie estão morando no assentamento de Tommy em Jackson, Wyoming, onde eles e outros sobreviventes construíram uma comunidade. Durante esses anos, Ellie, agora com dezoito anos, fez amizade com Dina (Shannon Woodward) e Jesse (Stephen Chang); posteriormente, Ellie e Dina se descobrem apaixonadas e assumem um relacionamento. No inverno, quando Joel e Tommy desaparecem enquanto observam o movimentos de infectados próximos ao assentamento, Ellie e Dina decidem investigar. Joel e Tommy encontram Abby (Laura Bailey) e o grupo fogem de uma grande horda de infectados. Em um abrigo, Abby se revela como líder de pequeno grupo da mílicia Washington Liberation Front (WLF) e ex-integrante dos Vaga-Lumes; onde seu pai Derek Phillips foi o cirugião que iria realizar a operação para remover a mutação do cérebro de Ellie, mas foi assassinado por Joel durante o resgate da garota. O grupo da WLF ataca Joel e Tommy, e Abby — que buscara vingança pela morte de seu pai — mata Joel à sangue frio com golpes de um taco de golfe na cabeça. Ellie consegue chegar no abrigo a tempo, porém presencia a morte de Joel e fica aterrorizada, prometendo se vingar de todos os responsáveis.
Na primavera, Tommy, frustrado por Jackson não ter recursos para combater a WLF, decide persegui-os até sua base em Seattle, Washigton, para jurar vingança pela morte do seu irmão. Com a autorização da esposa de Tommy, Maria (Ashley Scott), Ellie e Dina também decidem ir atrás dos membros da WLF. Depois de escapar de uma emboscada da WLF, Ellie revela sua imunidade a Dina, que por sua vez revela que está grávida. No dia seguinte, Ellie persegue Tommy sozinha e encontra Jesse, o ex-namorado de Dina, que os seguiu até Seattle. Enquanto procura a amiga de Abby, Nora Harris (Chelsea Tavares), Ellie encontra os Seraphites, um culto religioso travado em uma batalha com a WLF pelo controle de Seattle. Ellie rastreia Nora e a tortura para obter informações sobre a localização de Abby. No dia seguinte, ela mata mais dois integrantes do grupo de Abby, a grávida Mel (Ashly Burch) e seu namorado Owen Moore (Patrick Fugit). Um flashback revela que, dois anos antes, Ellie viajara para o hospital em Salt Lake City, Utah, que os Vaga-Lumes mantinham como base, e descobriu a verdade sobre os Vaga-Lumes serem incapazes de encontrar uma cura. Devastada, ela cortou relações com Joel. No presente, o grupo de Ellie é emboscado por Abby, que mata Jesse e mantém Tommy como refém. 
Três dias antes, Abby descobre que Owen está desaparecido e confronta o líder da WLF, Isaac (Jeffrey Wright), por manter o assunto em segredo, que revelou algumas informações que indicava que Owen poderia ter se juntado aos Seraphites e explicou seu plano de assaltar o assentamento da ilha dos Seraphites para acabar com eles completamente. Abby procura por Owen e é capturada pelos Seraphites. Ela é resgatada por Yara (Victoria Grace) e Lev (Ian Alexander), irmãos dos grupo que foram marcados como apóstatas depois que Lev desafiou as tradições dos Seraphite. Embora Yara quebre o braço, Abby os deixa para encontrar Owen, que, desiludido com a guerra, planeja navegar para Santa Bárbara, Califórnia, onde os Vaga-Lumes podem estar se reagrupando. Abby retorna para resgatar Yara e Lev, e viaja por Seattle com Lev para recuperar suprimentos médicos do hospital da WLF para que Mel possa amputar o braço de Yara. Após a cirurgia, Lev foge para convencer sua devota mãe a deixar o culto dos Seraphites, forçando Abby e Yara a persegui-lo. Eles o encontram no assentamento, onde Lev acidentalmente matou sua mãe em legítima defesa. O trio foge quando a WLF começa um ataque aos Seraphites. Abby trai a WLF para salvar Lev, e Yara se sacrifica para permitir que Abby e Lev escapem. A dupla retorna para encontrar Owen e Mel mortos e um mapa deixado por Ellie levando a seu esconderijo. Abby atira em Tommy, prejudicando-o, e briga com Ellie e Dina, dominando-os. Por insistência de Lev, Abby os poupa e diz a eles para deixarem Seattle.
Vários meses depois, Ellie e Dina estão morando em uma fazenda, criando o filho de Dina e Jesse, embora Ellie ainda precisa lidar com o seu transtorno de estresse pós-traumático causado pela morte de Joel. Quando Tommy chega com informações sobre o paradeiro de Abby, Ellie sai para procurá-la, apesar dos apelos de Dina para ficar. Abby e Lev chegam a Santa Bárbara em busca dos Vaga-Lumes, onde descobrem que eles estão se reagrupando em Catalina Island, mas são capturados, torturados e deixados para morrer pelos escravos Rattlers. Ellie chega a Santa Bárbara e resgata a dupla. Ameaçando matar Lev, Ellie força Abby a lutar contra ela, durante a qual Abby arranca dois dedos de Ellie com uma mordida. Ellie a domina, mas muda de ideia e a deixa viver. Abby e Lev navegam até os Vaga-Lumes. Ellie retorna à casa da fazenda e a encontra vazia, percebendo que Dina foi embora com o bebê. Ela tenta tocar violão de Joel com a mão machucada, onde relembra sua última conversa com Joel na qual expressou sua vontade de perdoá-lo e vai embora seguindo um futuro incerto.

## Desenvolvimento
A história de Part II deu início no final de 2013, após o desenvolvimento e o lançamento da primeira franquia. O desenvolvimento começou em 2014, logo após o lançamento de The Last of Us Remastered (2014). Com o lançamento de Uncharted: The Lost Legacy (2017), toda a equipe de 350 pessoas da Naughty Dog havia mudado o itinerário a desenvolver Part II. Neil Druckmann liderou o desenvolvimento como diretor de criação, reprisando seu papel no primeiro jogo e Uncharted 4: A Thief's End (2016). O diretor original do jogo, Bruce Straley, deixou a Naughty Dog em 2017, não se satisfazendo com a dinâmica de Part II em relação à primeira versão franqueada. Anthony Newman e Kurt Margenau foram selecionados para serem co-diretores. Newman foi anteriormente o projetista de combate corpo a corpo do primeiro jogo, enquanto que Margenau foi o diretor de jogos de Uncharted: The Lost Legacy. Margenau e Newman supervisionaram e aprovaram os elementos de jogabilidade, como design de níveis e mecânica.
A equipe identificou o jogo como Part II pelo fato de ser uma extensão narrativa da primeira. Druckmann queria que fosse uma continuação tão eficaz quanto The Godfather Part II (1974) foi para The Godfather (1972). Os planos para multijogador foram cancelados, pois os recursos foram transferidos a fim de melhorar sua escala, sendo o segundo jogo da franquia mais longa que a desenvolvedora trabalhou. Nos últimos meses de desenvolvimento a equipe foi forçada a trabalhar em casa por conta da pandemia de COVID-19 — embora tivessem a opção de fazê-lo antes da ordem de isolamento social obrigatório, na Califórnia; o departamento de operações garantiu que a transição seria tranquila, pois o estúdio obtinha tecnologia, como kits de desenvolvimento de software que não eram acessíveis em configurações domésticas. Com o desenvolvimento quase completo no período da pandemia nos Estados Unidos, foi concluído em 4 de maio de 2020, sendo enviado para fabricação.
De acordo com um relatório de Jason Schreier, do Kotaku, incluiu uma jornada de trabalho de 12 horas diariamente devido ao cronograma do estúdio; após o adiamento do jogo, os desenvolvedores continuaram sob esta programação por alguns meses. Schreier sugeriu que o desenvolvimento foi afetado e desacelerado devido à enorme rotatividade de funcionários após o desenvolvimento de Uncharted 4, com poucos veteranos restantes na equipe. Alguns dos desenvolvedores, supostamente, esperavam que o jogo falhasse com finalidade de provar que as condições de trabalho naquele período não estavam sendo viáveis, com a editora Sony Interactive Entertainment, concedendo mais duas semanas adicionais de para correção de bugs. Percebendo a falta de equilíbrio na jornada de trabalho dos funcionários, Druckmann decidiu que o estúdio receberia assistência externa para projetos futuros.

### Narrativa e cenário

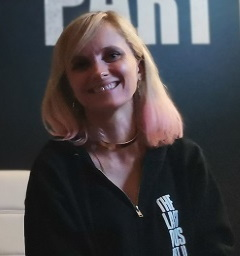
Halley Gross foi convidada a colaborar como escritora logo após terminar seu trabalho na série Westworld.

Druckmann foi promovido a vice-presidente da Naughty Dog em 2018, e participou em uma capacidade menor na escrita da Parte II da série. Ele foi responsável pela maioria do roteiro do primeiro jogo, mas menos que a metade do segundo. Halley Gross foi convidada a colaborar como escritora logo após ter concluído seu trabalho na série de televisão Westworld em 2016. Gross foi contratada no início do desenvolvimento para ajudar Druckmann direcionar a história e caracterizar os personagens, com ambos possuindo gostos e interesses semelhantes. Quando a escritora entrou no projeto, o diretor já possuía uma estrutura para toda a história, trabalhando em ordem não cronológica com animadores, designers de layout e outros departamentos para desenvolver ideias. Cada seção do jogo foi mapeada em uma parede usando fichas catalográficas. Druckmann descobriu que a voz adicional de Gross levou a personagens mais críveis, particularmente em relação ao romance e comédia. Quando ela assumiu mais responsabilidades, cerca de dois anos após o início do desenvolvimento, recebeu o título de "líder narrativa". Josh Scherr e Ryan James contribuíram para diálogos adicionais no jogo; Scherr também escreveu as descrições dos cartões colecionáveis.
Druckmann percebeu que seu tempo de trabalho em Uncharted 4 permitiu que a história de Part II se desenvolvesse lentamente. A equipe experimentou diferentes estruturas de enredo, chegando cogitar abandonar a continuação do jogo, voltando atrás após estabelecerem ideias que baseavam-se no primeiro game; observando que The Last of Us aborda comportamentos em situações extremas que alguém agiria em prol de uma pessoa, o segundo jogo possui a seguinte temática: "até que ponto se pode 'fazer justiça' àqueles que perderam alguém querido?", acrescentando: "enquanto o primeiro jogo se concentra no amor, o segundo se concentra no ódio." Mais tarde, foi reformulado que ambos os jogos narram são sobre o amor, analisando o melhor e o pior que poderia acontecer de acordo com as circunstâncias narrativas. A cidade de Jackson, em Wyoming, foi escolhida como primeiro local de ambientação, já que a população tentava viver de modo pacífico e com princípios morais; em contrapartida, a guerra entre a Frente de Libertação de Washington (WLF) e os Serafitas/Cicatrizes demonstram o pior, apesar de haver alguns vislumbres de esperança do primeiro grupo, respectivamente. Prevendo que alguns jogadores não gostariam da história do jogo, optando pela preferência ao tema de ódio à apatia. Druckmann descobriu que alguns jogadores consideravam os personagens do primeiro jogo como "sagrados", na qual queria garantir que esse não fosse o caso da sequência.

"Muitas vezes as pessoas querem levar alguém à justiça depois de testemunhar um ato horrível, mas são incapazes de fazê-lo devido às leis e à sociedade. No mundo dos games, onde as estruturas sociais não existem mais, vi uma oportunidade de explorar esse conceito."

Neil Druckmann.
As temáticas de vingança e retaliação foram inspiradas nas próprias experiências de Druckmann quando morava na Cisjordânia, onde a violência era algo frequente. Ele se lembrou especificamente de ter assistido a filmagens de linchamento em Ramala (2000) e, de como a multidão aplaudia, relembrando a pensamentos violentos sobre levar os perpetradores à justiça. O objetivo era fazer com que o jogador sentisse "sede de vingança" antes de fazê-lo perceber as consequências de suas ações. Depois que Druckmann estabeleceu um conceito básico, o restante do esboço narrativo foi concluído em algumas semanas. Druckmann observou que alguns membros da equipe se sentiam relutantes sobre o cinismo do jogo, mas no final das contas, preferiu uma história reflexiva do que uma "comum". A descoberta de histórias que mostravam o custo que a vingança tem sobre um indivíduo eram mais matizadas, usando a interatividade do meio social para transmitir esses sentimentos aos jogadores. Ao efetuar pesquisas sobre o roteiro, Druckmann assistiu aos documentários The Child Murders at Robin Hood Hills (1996), bem como suas sequências Revelations (2000) e Purgatory (2011), achando particularmente interessante quando, durante as entrevistas, vários pais faziam comentários sobre querer ferir ou matar o trio de West Memphis por causa das acusações de assassinato; Druckmann sentiu que esses comentários eram a "perversão do amor", querendo cometer um ato hediondo para trazer justiça àqueles que amam. Ele também fez referência ao livro de Dave Grossman, On Killing (1996), que debate a falta de sensibilidade que a violência gera em relação aos soldados.
Foi observado que os outros temas do jogo incluíam tribalismo, trauma e busca por justiça. O diretor percebeu que os humanos muitas vezes desumanizam aqueles a quem se opõem para justificar suas próprias ações na busca pela justiça; achando isso particularmente relevante na política moderna e nos discursos na mídia, visando explorar essa questão dentro do jogo sem ser excessivamente "cansativo". Gross acrescentou que "a justiça de um homem é a vingança de outro", querendo que a história mostrasse diferentes perspectivas e consequências. O co-diretor de arte, John Sweeney, intensificou o realismo na violência, principalmente minimizando-a em vez de embelezá-la. No que diz respeito à temática sobre a violência, Part II foi considerada uma extensão do jogo Hotline Miami (2012) ao ser incluído no PlayStation Vita — temas semelhantes; versões anteriores usavam outros jogos da Naughty Dog, porém a Dennaton Games permitia que a equipe usasse Hotline Miami, da qual Druckmann e a equipe eram fãs. O principal designer do jogo, Richard Cambier, afirmou que os atos de hostilidade por parte da personagem Ellie são acometidos por amor ou por ódio e, portanto, foram justificados pela narrativa.
O jogo passou por várias mudanças ao longo do tempo. Os conceitos iniciais da pré-produção incluíram Ellie descobrindo informações sobre outras pessoas imunes. Mais tarde no desenvolvimento, o jogo teve cinco dias em Seattle ao invés vez de três, incluindo um enredo adicional na qual Ellie viaja para a ilha dos Serafitas, pretendendo humanizar mais aqueles moradores. Uma versão anterior das cenas na fazenda apresentava uma sequência jogável de Ellie caçando um javali; a jogabilidade, arte e desempenho foram concluídas, porém esta parte foi cortada para fins de não quebrar o ritmo da dramaturgia. Joel também tinha uma namorada chamada Esther em um projeto anterior, que foi originalmente mencionada como parte de The Last of Us: One Night Live (2014), uma performance ao vivo de algumas cenas do primeiro jogo. Neste projeto, Esther morava em uma cidade cerca de duas horas de distância de Jackson. Em uma versão inicial de um flashback, Ellie e Joel viajaram até Esther e descobriram que ela havia sido mordida; sua morte desencadeou uma conversa entre Ellie e Joel sobre uma cura. A personagem foi descartada mais tarde, pois os escritores sentiram que ela havia se estabelecido muito rapidamente e era mais relevante para o arco de Joel do que de Ellie. Uma carta de amor de Esther permaneceu por algum tempo depois, mas acabou sendo cortada do jogo.
Druckmann identificou que o ritmo do primeiro jogo era como um filme, mas queria que o segundo da franquia fosse o reflexo de um romance, com vários momentos de silêncio. Alguns dos diálogos do jogo foram inspirados na série de televisão The End of the F***ing World (2017–19). As anotações e bilhetes espalhadas pelos lugares durante o enredo foram desenvolvidas a partir de discussões com a equipe; conforme um nível era construído, discutiam as histórias por trás de objetos específicos no ambiente. A equipe decidiu usar a cidade de Seattle como sede do jogo, já que sua natureza montanhosa e clima variável levaram a cenários de jogo mais interessantes. Os artistas da desenvolvedora viajaram para Seattle para analisar a arquitetura, vegetação, materiais, topografia, iluminação e capturar texturas fotorrealísticas. A equipe experimentou ambientes de mundo aberto ainda maiores, como fizeram anteriormente em Uncharted 4 e The Lost Legacy. Druckmann queria que o mundo aberto de Seattle contribuísse para que Ellie se sentisse perdida e frustrada. O capítulo final do jogo ocorreu originalmente no México antes de ser transferido para Santa Bárbara, Califórnia.

### Personagens
Ashley Johnson e Troy Baker reprisam seus papéis como Ellie e Joel, respectivamente. Druckmann apresentou a narrativa a Johnson durante o desenvolvimento inicial de The Last of Us: Left Behind (2014), e para Baker após o Prêmio British Academy Games de 2014. Druckmann lembrou que a aceitação de Johnson para a sequência foi o primeiro passo de validação para a narrativa. A atuação dos atores foi gravada em um estúdio em Los Angeles, usando captura de movimento, gravação de movimento e voz simultânea. Os atores usavam trajes de captura de movimento e câmeras montadas na cabeça que rastreiam as expressões faciais e movimentos oculares. A gravação foi de 2017 a 2019. Os atores puderam improvisar ou sugerir ideias durante as atuações; Druckmann afirmou que faria "20 ou 30 tomadas, caso fosse necessário." Gross alegou que um dos objetivos dos escritores era de "criar os personagens mais multifacetados em um jogo.  [sic]" Particularmente, ela queria explorar vários comportamentos de Ellie, mostrando seu poder, bem como suas inseguranças, e que a trama mostrasse que "não havia heróis ou vilões." Druckmann descobriu que todos os três personagens jogáveis — Joel no primeiro jogo e, Ellie e Abby no segundo — espelham uns aos outros, pois todos estão sofrendo com a superação do trauma e "aquietando seus demônios."
Druckmann relembrou a empolgação da equipe em explorar mais a personagem de Ellie como protagonista, particularmente desenvolvendo a perda de sua inocência, comparando-a ao sentimento dos escritores de Breaking Bad (2008–13) quando tiveram a oportunidade de explorar Walter White. A equipe debateu a criação de uma sequência sem Ellie e Joel, mas sentiram que seria menos interessante. Por seu retrato como o personagem jogável principal, Johnson aprendeu algumas lições enquanto trabalhou com Baker no primeiro jogo. Johnson considerou suas próprias experiências com ansiedade e pesquisou os efeitos do transtorno de estresse pós-traumático (TEPT) com o diretor principal. A empolgação de Ellie pelo espaço sideral era baseada nos próprios interesses de Johnson, enquanto sua obsessão por quadrinhos foi baseada na infância de Druckmann.
A artista principal, Ashley Swidowski, projetou os olhos de Ellie para demonstrar uma melancolia não presente no primeiro jogo, que usava olhos mais largos para refletir sua natureza infantil. A tatuagem de uma mariposa em Ellie foi projetada pela artista Natalie Hall, depois que a equipe esforçou-se para definir um projeto. Hall desenhou a tatuagem no braço de um desenvolvedor para que a equipe pudesse visualizá-la. Quando Swidowski adicionou o desenho da mariposa à guitarra de Ellie, a equipe criou uma conexão entre ele e a tatuagem. Druckmann sentiu que a obsessão das mariposas com a luz refletia a obsessão de Ellie durante o jogo, além de lhe dar uma lembrança de Joel. As roupas de Ellie no jogo são projetadas para dar um aspecto de rugosidade. O diário de Ellie foi um acréscimo tardio ao desenvolvimento, com a intenção de permitir uma visão mais aprofundada de sua mentalidade.
As sequências de flashback de Ellie e Joel serviram como uma forma de contextualizar as motivações do primeiro e lembrar ao jogador a razão por trás de sua jornada. Os escritores garantiram que as lembranças apresentassem algum conflito para evitar que seu relacionamento permanecesse ocioso; os escritores sentiram que evitar as consequências das ações de Joel no final do primeiro jogo seria um "desserviço" aos temas da Part II. Druckmann lembrou que os flashbacks, inicialmente, estavam "em todo lugar, fora de ordem", e que o trabalho de Gross no jogo incluía sua simplificação. A cena de dança entre Ellie e Dina foi originalmente a abertura do jogo; uma vez que os escritores perceberam que sua colocação forçaria a cutscene de abertura a ter 25 minutos de duração, eles a moveram para o final do jogo como um flashback, percebendo que teve um impacto mais forte. Na última cutscene final, Ellie e Joel originalmente se abraçaram até que Johnson sugerir o contrário.

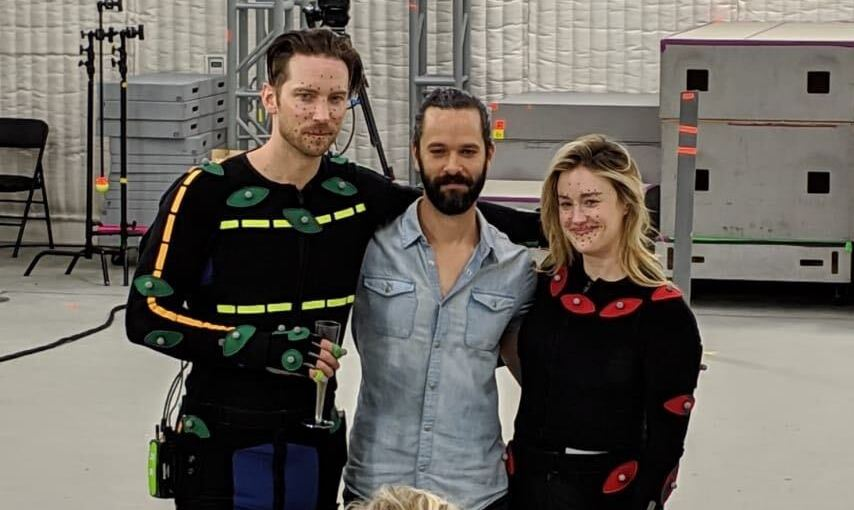
Baker, Druckmann e Johnson (respectivamente) no último dia de produção para captura de movimentos.

A transição de jogabilidade de Ellie para Abby foi inspirada pela mudança de Joel para Ellie no primeiro jogo — embora enfatizada no segundo, devido ao seu foco na empatia. Druckmann descobriu que os jogadores agiam de forma diferente quando forçados a jogar como Ellie na primeira franquia, querendo replicar uma mudança semelhante com Abby em Part II. O desenvolvedor também inspirou-se em Metal Gear Solid 2: Sons of Liberty (2001), sendo suprimido em seu marketing naquela época. A mudança de jogabilidade foi feita para demonstrar sua personalidade e vulnerabilidade, afim de evitar a característica de antagonista tradicional. Os escritores decidiram intercalar as seções de controle das duas personagens, no entanto, acabaram optando por segmentos mais longos. A tentativa de vingança de Ellie foi espelhada por Abby, que já havia conseguido vingar-se de seu pai, com o assassinato de Joel. Os primeiros playtests da luta final levou a uma confusão sobre a decisão de Ellie poupar a vida de Abby; a equipe editorial sugeriu adicionar uma lembrança de Joel tocando violão, crendo ser um equilíbrio efetivo entre motivação explícita e implícita. A princípio, Ellie mataria Abby na conclusão do jogo, voltaria à fazenda e seria torturada, porém poupada por um parente de alguém que Ellie matou. Entretanto, percebeu-se que estava focando de forma excessiva a respeito do tema, ao invés dos personagens; notando também que iria transparecer algo desonesto a respeito das protagonistas — após os desenvolvedores dialogarem sobre os personagens Yara e Lev —, querendo preservar algum sentimento de bondade em Ellie, apesar de tudo. Druckmann queria que os jogadores compreendessem ambas as personagens na luta final, e, percebessem que a vingança não vale o esforço.
Gross viu que a decisão de Ellie em rastrear Abby foi motivada por seu desejo de superar a TEPT — mais do que seu desejo de matar Abby; Os escritores queriam desconstruir a percepção de violência em Joel e Ellie: enquanto Joel é indiferente e prático, Ellie mata para manter uma "cultura de honra" ao anexar violência a seu ego. Alguns membros da equipe consideraram a obsessão de Ellie por Abby semelhante a um vício em drogas, e que Dina foi embora porque percebera que a obsessão nunca teria fim. Considerando a chance final do jogo, em que Ellie deixa para trás o violão que Joel lhes deu, representa Ellie passando de sua morte para um novo capítulo. Druckmann ilustrava a personagem finalmente superando seu ego, embora preferisse que o jogador criasse sua própria interpretação.
O arco do personagem de Joel estava completo após o primeiro jogo. Sua morte foi uma parte central da estrutura narrativa do jogo desde o início do desenvolvimento; Foi considerado uma das partes mais difíceis de escrever, ensaiar e filmar. Embora inicialmente tenha causado alguma resistência interna, a equipe sentiu-se compelida quando mais da narrativa era desenvolvida. Uma versão inicial da cena da morte de Joel o fazia pronunciar o nome "Sarah" — o nome de sua filha —, até que Baker sugeriu o personagem deveria permanecer em silêncio. Enquanto a morte de Sarah no primeiro jogo pretendia evocar tristeza, a morte de Joel visa despertar raiva. Ellie estava originalmente ausente durante a cena, e deveria ser informada pelo irmão de Joel, Tommy, no entanto, testemunhar a morte de Joel através da perspectiva de Ellie enfatizava a raiva do jogador. Ele queria que fosse Joel fosse retratado com "brutalidade, sem cerimônias e humilhação" em vez de "heróico"; era originalmente a cena era mais forte, porém, depois amenizado — haja vista que o sangue não era crucial para a cena. Prevendo que isso poderia levar a reações negativas, viu-se que era necessário contar a história; a notabilidade da Naughty Dog na indústria lhe deu a oportunidade de assumir riscos que outros desenvolvedores não podiam. Em uma versão alternativa, Abby esfaqueia Joel nas costas e torceu a faca para paralisá-lo; no entanto, como as facas estão mais associadas a Ellie, a equipe substituiu por um taco de golfe para demonstrar os ataques de força contundentes de Abby.
Ao fazer o teste de atores para a personagem Abby, o diretor quis evitar a escalação de Laura Bailey devido à sua proliferação de papéis; inicialmente, ele havia considerado que ela interpretasse Dina. No entanto, ao revisar seu tape de audição, Druckmann ficou impressionado com a forma como Bailey interpretou a vulnerabilidade de Abby, enquanto outros atores enfatizaram sua raiva. Pessoalmente, Bailey considera o jogo importante, já que deu à luz seu primeiro filho durante a produção. Antes de sua gravidez, Bailey estava se preparando para o papel. Ela também se preparou pesquisando pessoas envolvidas em guerras e seus mecanismos de enfrentamento. Uma das primeiras iterações da história, havia uma jovem Abby testemunhando um ataque a seu grupo por Joel e Tommy, que eram caçadores na época — nos 20 anos invisíveis do primeiro jogo —, e jurando vingança. À medida que a história e seu tema de violência se desenvolviam, os escritores acharam mais interessante para o pai de Abby ter sido morto pelo jogador no primeiro jogo e diretamente ligado às ações de Joel. Druckmann queria que os jogadores odiassem Abby no início do jogo, mas depois sentissem empatia por ela; ele evitou escrevê-la como uma personagem "perfeita". Ao invés disso, instigou empatia por meio de suas falhas e ações redentoras.
Algumas das cenas de flashback com Abby inicialmente a mostravam se juntando à WLF, embora fosse uma decisão inconsciente em seu nome, já que o líder da WLF era um membro de seu antigo grupo e agia como uma figura paterna para ela. O objetivo de Abby de matar Joel foi alimentado por seu desejo de retornar a um mundo antes da morte de seu pai, mas ela descobre que é impossível. Depois de testemunhar a batalha de Owen, ela encontra seu próprio propósito em proteger Yara e Lev, refletindo o arco de redenção de Joel no primeiro jogo. Os obstáculos que ela supera ao coletar suprimentos médicos demonstram o quanto ela fará para ajudar as crianças e se redimir. Margenau percebeu que Abby foi inspirada a abandonar suas alianças depois de testemunhar a natureza rebelde de Lev. O apelo de Abby por poupar Lev no final do jogo em Santa Barbara é um paralelo intencional com o apelo de Ellie em poupar Joel no início da trama. Quando Ellie afoga Abby debaixo d'água em sua luta final, Bailey prendeu a respiração durante a gravação. Bailey viu que na conclusão do jogo, Abby entende as emoções de Ellie, tendo lidado com a morte de seu próprio pai.
Gross aproximou a atriz Shannon Woodward — com quem havia trabalhado em Westworld — com Druckmann. Druckmann conversou com Woodward por vários meses antes de oferecer a ela uma audição para interpretar Dina. Johnson lembrou que a equipe reduziu o elenco potencial para cerca de quatro atores. Depois de testar Woodward, Johnson sentiu que eles tiveram química imediatamente; Woodward foi posteriormente escalada como o personagem. Woodward notou que algumas pessoas lidam com o trauma por meio da comédia e frequentemente improvisavam piadas durante a gravação. Como função narrativa, Dina representava a comunidade de Jackson e o que Ellie perderia com sua missão de vingança. Sua presença permitiu a Ellie momentos de clareza. Gross havia originalmente escrito um monólogo estendido para Ellie apresentar a Dina sobre seu medo de arruinar sua amizade.
Originalmente em desenvolvimento, Lev não era transgênero. Uma proposta inicial era que Yara — interpretada por Victoria Grace — fosse transgênero, mas Druckmann preferiu mantê-la como uma seguidora mais tradicional dos Serafitas. Funcionários queers e transgêneros da Naughty Dog deram opiniões sobre o personagem e a equipe consultou um estudioso da comunidade LGBTQ. Quando os desenvolvedores procuraram agências de atuação para escalar o personagem, descobriram que nenhuma representava atores transgêneros. Alguns membros da equipe eram fãs da série The OA (2016–19), estrelado por Ian Alexander; embora não fosse representado por uma agência na época, Alexander foi convidado por Druckmann para um teste. Ao explorar a ideia de tornar Lev transgênero, a equipe achou que era uma visão interessante da violência que pode ser encontrada dentro da religião organizada. Alexander foi atraído pelo papel porque passou por emoções semelhantes durante a transição, tendo vindo de uma formação religiosa e também recebendo reações negativas após cortar o cabelo. Ele achou que Lev devesse ser forçado a crescer devido ao seu entorno. Apesar de alguma hesitação, a equipe determinou que o nome morto de Lev sendo usado pelos Serafitas demonstrou a diferença entre sua transfobia e a aceitação de Abby e Yara. A equipe contratou um consultor religioso para garantir que a resposta dos Serafitas à transição de Lev fosse precisa sem ser uma ofensiva involuntária. Druckmann considerou Lev um dos personagens mais importantes, pois ele representa a mesma inocência que Ellie fez no primeiro jogo.

### Projeto técnico
Os desenvolvedores aprimoraram as capacidades técnicas do PlayStation 4 ao criar a Part II, adicionando mais inimigos e ambientes maiores do que nos jogos anteriores. Qualquer queda nos detalhes arruinaria a autenticidade do jogo, o que exigia uma otimização consistente da tecnologia. A equipe criou uma nova técnica de animação chamada "mapeamento de movimento" para os personagens, permitindo transições mais realistas entre as ações de movimento. O avanço da inteligência artificial (IA) do jogo permitiu conexões mais profundas com os personagens e a criação de laços por meio do jogo. A IA dos inimigos também tem uma compreensão mais complexa da localização do jogador a qualquer momento. As animações adicionais exigiam quantidades mais significativas de dados e desempenhos de captura de movimento do que anteriormente. Alguns animais como cavalos e cachorros foram capturados por movimento no jogo.
O jogo foi originalmente planejado em mundo aberto com mundos centrais em Jackson e Seattle — inicialmente o jogador completaria missões na primeira parte como Abby antes de revelar suas verdadeiras intenções, e depois como Ellie enquanto ela rastreia derrubar Abby — mas o jogo foi mudado para um padrão mais linear, pois servia melhor à narrativa. A agilidade de Ellie levou à adição de novos recursos de jogabilidade, incluindo quebra-cabeças e seções de travessia, e esquivas mais avançadas e mecânica furtiva. Margenau queria que os novos recursos de jogabilidade imergissem o jogador no mundo sem que se sentissem apenas "jogadores". A introdução de alguns elementos de jogabilidade, como cães rastreadores e inimigos nomeados, pretendia criar uma resposta emocional. A equipe também enfatizou a importância das armas de Ellie para formar uma ligação realista do jogador, embora Druckmann tenha notado que a tensão narrativa era mais importante do que o realismo do jogo em alguns casos, como a quantidade de inimigos que Ellie elimina. A mecânica de quebrar os vidros foi vista como uma "grande vitória" para o desenvolvimento devido à sua dificuldade técnica e versatilidade para design de níveis. Os primeiros protótipos incluíam um cão de companhia para Ellie, que poderia caber sob cercas e buscar itens.
Algumas cenas do jogo, como a morte do personagem Owen e Mel da perspectiva de Ellie, foram originalmente retratadas como jogabilidade, mas posteriormente convertidas em cutscene a fim de enfatizar o ocorrido. A cena de dança entre Ellie e Dina era originalmente interativa e mais extensa, apresentando sequências em que o jogador podia misturar bebidas, perseguir crianças e interagir com Cat —  ex-namorada de Ellie —, porém a sequência acabou sendo cortada para fins narrativos. O cena do beijo entre Ellie e Dina foi gravado de duas maneiras: sem os capacetes da câmera facial para que os atores pudessem se beijar, e beijando o ar com os capacetes para que os animadores tivessem uma referência para o movimento facial. O principal animador cinematográfico, Eric Baldwin, afirmou que os mínimos detalhes que tiveram que ser implementados no programa de modelagem Autodesk Maya, incluindo o dinamismo dos fios de cabelo e rubor nas bochechas.
A desenvolvedora queria aumentar as opções de acessibilidade introduzidas em Uncharted 4 para garantir que todos os jogadores pudessem completar a história. Os desenvolvedores participaram de conferências e trabalharam com defensores como Brandon Cole e Steve Saylor durante o processo. O jogo tem cerca de 60 opções de acessibilidade, incluindo dicas de áudio, recursos visuais e controles personalizáveis. A equipe começou a planejar os recursos durante a produção inicial, com o projetista de jogos Matthew Gallant enxergando a necessidade de adicionarem; em particular, modo de alto contraste, controles personalizáveis e conversão de texto em fala exigiu mais recursos. Os designers garantiram que o tom e os temas do jogo permanecessem consistentes com as opções de acessibilidade habilitadas. Schatz achou as opções visuais particularmente desafiadoras devido ao espectro de deficiências visuais. Quando um desenvolvedor sugeriu a opção de acessibilidade para censurar a violência contra cães, Druckmann recusou, pois teria um impacto muito forte na narrativa. Ele viu que incluir uma opção para censurar sangue diminuiria o desconforto pretendido pela história. Os membros da equipe trabalharam horas extras para garantir a adição das opções de acessibilidade, apesar de Druckmann instruí-los de outra forma.

### Produção musical
Gustavo Santaolalla voltou a compor e executar o placar, como havia feito no primeiro jogo. Encarregado de criar canções mais emotivas baseadas em personagens, trabalhou no jogo por cerca de dois a três anos. Em vez de pontuar diretamente para o material do jogo, ele criou a música com base na história proposta por Druckmann e os dois, mais tarde, colaboraram um encaixe musical durante as cenas, onde ocasionalmente exigiria uma pequena reescrita. Santaolalla entregou pequenos trechos musicais ao longo do tempo, muitas vezes inspirando Druckmann a escrever novas cenas baseadas nas canções. Com elementos do jogo ainda em desenvolvimento, ele trabalhou com a história, os personagens e a arte para criar a trilha sonora, embora sentisse que seu trabalho no primeiro jogo garantiu que ele já estivesse familiarizado com "a linguagem visual". O objetivo era manter e estender os motivos do primeiro jogo enquanto introduzia novos elementos. Santaolalla continuou a usar o charango, seu instrumento de assinatura usado no tema principal do primeiro jogo, percebendo que aprimorava as qualidades femininas de Ellie por meio dos sons. O tema principal da Part II usa um banjo, retratando o cenário e a origem americana do jogo; inicialmente hesitou em usá-lo, mas os desenvolvedores o encorajaram a tocá-lo. A trilha sonora durante a cena da morte de Joel pretendia criar pavor, mas parecia inevitável, em oposição à surpresa e tristeza invocadas durante a morte de Sarah no primeiro jogo. Druckmann queria alcançar momentos em que a música transmitisse elementos narrativos: depois que Abby recolhe o remédio para salvar Yara, a música simboliza sua redenção; quando ela protege Lev na conclusão do jogo, a música representa o relacionamento deles.
Mac Quayle contribuiu para a trilha de combate do jogo, sendo contratado o projeto no início de 2018. Os desenvolvedores estavam familiarizados com seu trabalho anterior na série de televisão Mr. Robot (2015–19). Pouco familiarizado com jogos, Quayle imediatamente comprou um PlayStation 4 e uma cópia de The Last of Us para se familiarizar com a série antes de se encontrar para discutir o segundo jogo. Começou a escrever ideias para o jogo em maio de 2018 e entregou sua colaboração final em janeiro de 2020; Quayle achou os prazos muito mais flexíveis em comparação com projetos de cinema e televisão. A equipe discutiu possíveis colaborações entre ele Santaolalla, incluindo o compartilhamento de hastes e sessões — embora em última análise suas colaborações fossem mínimas. Realizaram uma sessão de gravação de três dias nos escritórios da PlayStation em outubro de 2018, experimentando diferentes sonoridades e instrumentos para criar grooves e texturas que posteriormente fossem utilizados no jogo. Quayle atribuiu as semelhanças entre seus trabalhos aos desenvolvedores afirmando que "realmente sabendo o que queriam". O estilo sonoro de Quayle visava representar a "tensão implacável" das sequências de jogo, mudando consistentemente a ação adiante, aumentando o suspense e a ansiedade. Os desenvolvedores queriam evitar músicas que soassem "muito eletrônicas ou muito orgânicas e naturais". Quayle recebeu vídeos das primeiras capturas de jogo para se inspirar, em vez de compor diretamente para as cenas. Usou o programa Logic Pro para seu trabalho, manipulando fortemente vários instrumentos acústicos. Seus instrumentos mais usados no projeto foram o baixo e o violoncelo; para este último, trouxe um violoncelista profissional.
Os covers tornaram-se uma parte significativa dos personagens e seu desenvolvimento, ou seja, Ellie com seu violão. Druckmann descobriu que o jeito de Ellie tocar guitarra permitia que ela tivesse acesso a memórias e emoções; quando ela perde os dedos nas cenas finais, serve para cortar os laços com suas memórias e relacionamentos. A canção "Future Days" (2013), da banda de rock americana Pearl Jam, atua como um tema entre Ellie e Joel durante todo o jogo. A canção foi apresentada anteriormente como parte do epílogo não transmitido em One Night Live, em que Joel toca a música para Ellie. A Sony tinha dúvidas que a Naughty Dog conseguiria permissão para usar a música; o empresário da banda concordou após ouvir a apresentação da história, receber um PlayStation 4 e uma cópia do jogo original e uma exibição avançada de um trailer. Embora o álbum da música tenha sido lançada duas semanas após o início do surto no jogo em setembro de 2013, Druckmann lembrou de ter visto uma apresentação ao vivo da música vários meses antes em julho, percebendo que sua inclusão seria condizente com a trama.
O músico Shawn James foi contactado pela Sony em meados de 2014 para obter permissão para criar um cover de sua música "Through the Valley" para um próximo jogo; James não sabia como seria usado até assistir ao primeiro trailer do jogo no PlayStation Experience em dezembro de 2016. Druckmann gostou especificamente da música e sentiu que ela se alinhava com a escuridão e a emoção do jogo. A Naughty Dog conseguiu permissão para usar "Take On Me" (1984), do grupo synth-pop norueguês A-ha em uma das cenas do jogo devido à amizade de Gross com Lauren Savoy — esposa do guitarrista do A-ha, Paul Waaktaar-Savoy. A letra da música abordava os temas do jogo de uma maneira descontraída; a cena em que a música era opcional fazia com que parecesse mais importante para o jogador, embora a equipe considerasse torná-la imperdível. Depois que Johnson trabalhou com a musicista Melissa Reese, a equipe viu que seu canto era refinado, solicitando a ela que cantasse "mais ruim" de modo intencional.

### Projeto sonoro
Um designer de som da Naughty Dog criou um sistema que rastreia o nível de esforço do personagem do jogador e reproduz efeitos de áudio respiratórios correspondentes. Para criar os efeitos sonoros dos Trôpegos, Beau Anthony Jimenez fez um ruído em forma de "clique" no palato em um balde acolchoado por meio de um tubo, gravado com um microfone ultrassônico. Adicionou-o também no topo de um som palatal desacelerado para criar o ruído do Trôpego. Os dubladores Raul Ceballos e Steve Blum contribuíram para os sons deste personagem — o primeiro para gritos e o último para grunhidos. Os sons da explosão foram criados ao espremer uma toranja e expandir um colete salva-vidas. O áudio da nuvem de ácido resultante foi obtido pingando água em uma chama piloto e derretendo o gelo sobre uma panela quente.
O assobio dos Serafitas/Cicatrizes foi um elemento do jogo muito discutido; a produção começou no início de 2018 em preparação para uma próxima demonstração. A equipe originalmente fez referência a idiomas assobiados como a Sfryria e Silbo Gomero, mas perceberam que eram muito sofisticados para a ocasião. Trabalharam com um assobiador profissional, mas acharam o resultado muito parecido como um "pássaro". O supervisor de diálogo Maged Khalil e a artista de interface do usuário Maria Capel gravaram cerca de uma hora de amostras de assobios, em que o coordenador Grayson Stone organizou 14 grupos dependentes da duração, trinado, intensidade e tom. Depois de algumas iterações, a equipe decidiu pôr 26 categorias, cada uma representando as linhas que os Serafitas/Cicatrizes usam para se comunicar. Os atores Stevie Mack e Lisa Marie deram os assobios finais em três estilos, cada um em nível diferente de qualidade. A equipe queria que as legendas representassem as nuances sonoras sem revelar seu significado exato, consultando o especialista em acessibilidade Morgan Baker para criá-las. A equipe discutiu a adição de métodos de comunicação adicionais, como bater em árvores ou chocalhar, mas isso exigiria animação, arte e trabalho de design de som adicionais.

## Apresentação

### Lançamento
O jogo foi anunciado no evento PlayStation Experience em 3 de dezembro de 2016. Na Expo 2018, a Naughty Dog estava recusando-se a anunciar uma data de lançamento até que o jogo estivesse "muito próximo do lançamento", a fim de evitar decepções por parte dos fãs.  Durante a apresentação no State of Play da Sony em 24 de setembro de 2019, a desenvolvedora revelou que o jogo seria lançado em 21 de fevereiro de 2020. Um mês depois, foi anunciado que o jogo foi adiado para 29 de maio de 2020, para "levar todo o jogo a um nível de polimento que chamaríamos de qualidade Naughty Dog". Em 2 de abril de 2020, a publicadora alegou que o jogo estava quase completo, mas foi adiado indefinidamente devido a problemas logísticos causados pela pandemia de COVID-19. A equipe aproveitou o tempo adicional para melhorá-lo ainda mais.
No final de abril de 2020, vários vídeos do jogo vazaram online, mostrando cutscenes, jogabilidade e detalhes significativos da trama, no qual Druckmann expôs sua insatisfação perante o ocorrido. Poucos dias depois, a Sony afirmou que havia identificado os vazadores e que eles não eram afiliados à Sony ou à Naughty Dog. De acordo com Schreier, os hackers usaram uma falha de segurança em um jogo anterior da Naughty Dog para penetrar nos servidores da empresa. Em 27 de abril, a Sony anunciou uma nova data de lançamento para 19 de junho de 2020. Uma atualização de desempenho do jogo foi lançada em 19 de maio de 2021, permitindo jogabilidade a 60 quadros por segundo no PlayStation 5.

### Promoção

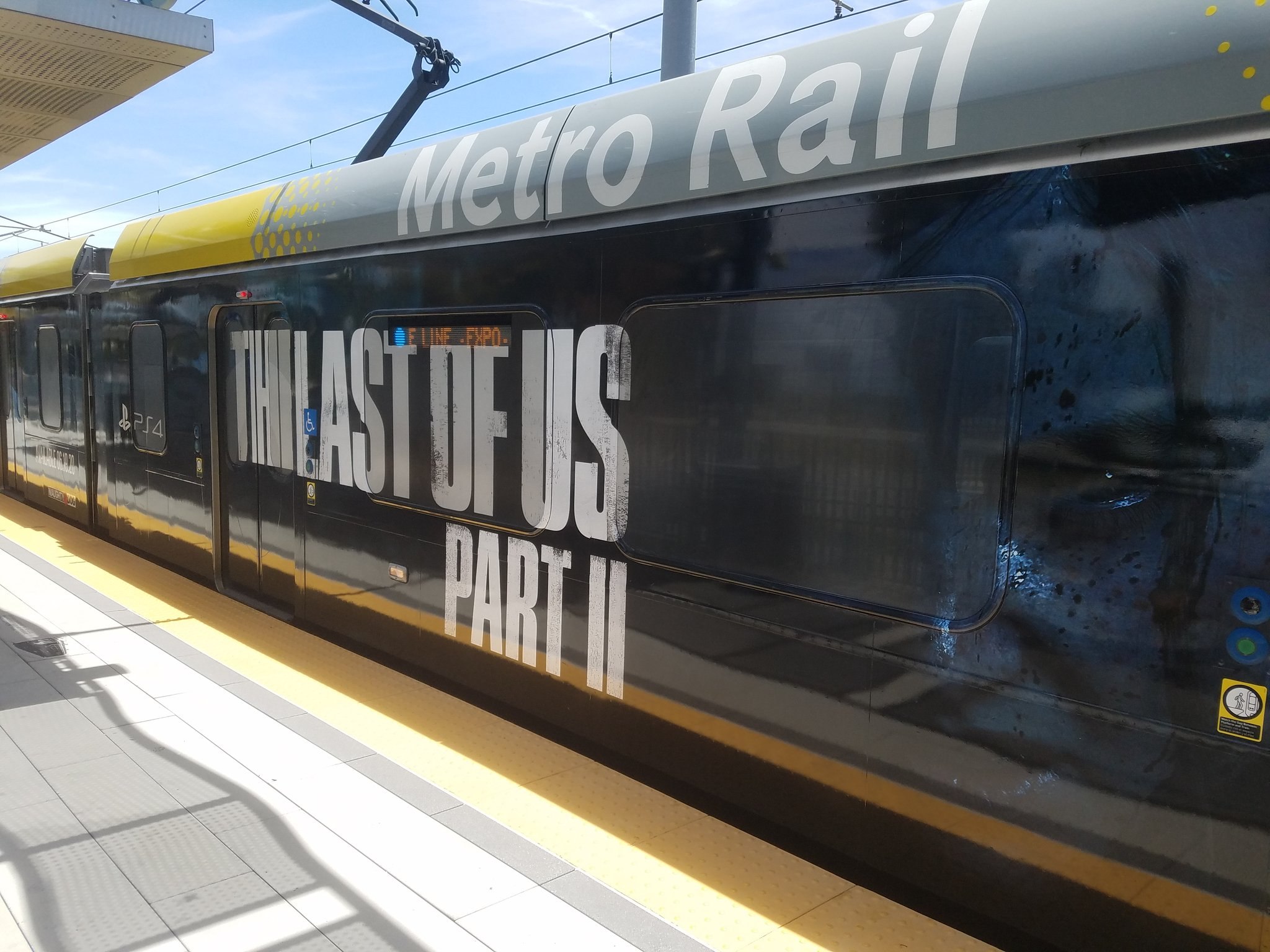
Marketing para o jogo em um trem de Santa Mônica, Califórnia.

O jogo foi amplamente comercializado através de trailers. O primeiro foi lançado junto com o anúncio, mostrando o retorno de Ellie e Joel com um cover de "Through the Valley" de Shawn James, na voz de Johnson. O trailer foi eleito o "Melhor Cinematográfico" de 2016 pela Behind the Cinematic. Na PlayStation Experience em dezembro de 2016, Andy McNamara da Game Informer moderou um painel com Druckmann, Johnson e Baker. Quanto ao segundo trailer, foi lançado em outubro de 2017 como parte da Paris Games Week, revelando Abby, Yara e Lev. Druckmann alegou que os personagens "são essenciais para a próxima jornada [de Ellie e Joel]." Embora o trailer tenha sido bem recebido, atraiu algumas críticas por sua violência. Max Scoville da IGN notou que o vídeo promocional estava "um pouco fora de moda" por apresentar personagens inteiramente através da violência e sem contexto; O presidente da Sony Interactive Entertainment Europe, Jim Ryan, defendeu a abertura afirmando que o jogo é "feito por e para adultos." Druckmann esclareceu: "Estamos fazendo um jogo sobre o ciclo de violência e fazendo uma declaração sobre ações violentas e o impacto que elas têm... a ideia é que o jogador sinta repulsa da violência que está cometendo."
Em dezembro de 2017 na PlayStation Experience, Hannah Hart moderou um painel com Druckmann, Gross, Johnson, Baker, Bailey, Alexander e Grace; Johnson e Baker abriram o painel com uma performance da canção "The Wayfaring Stranger" (1858). Em junho de 2018, o jogo foi apresentado no evento E3 da Sony, revelando Dina e Jesse. O beijo entre Ellie e Dina na apresentação foi apreciado, sendo um feito frequentemente considerado difícil de animar. Os críticos também elogiaram os gráficos aprimorados, a inteligência artificial inimiga e o combate. Druckmann lembrou que a equipe ensaiou e coreografou a jogabilidade da apresentação, principalmente devido à abertura. O E3 Coliseum organizou um painel sobre o jogo, moderado por Lucy O'Brien e apresentando por Druckmann, Newman, Margenau, Johnson e Woodward.
Outro trailer foi apresentado na apresentação State of Play da Sony em setembro de 2019, seguido por algum marketing adicional para celebrar a Outbreak Week — a semana em que o surto fictício ocorreu no jogo original — incluindo demonstrações práticas para jornalistas, bastidores vídeos de cenas e anúncios de mercadorias. Na mesma semana, a Naughty Dog também anunciou as versões de edição especial do jogo: a Digital Deluxe Edition apresenta trilha sonora digital, livro de arte e tema dinâmico; a edição de colecionador inclui o mesmo, bem como uma caixa Steelbook, um livro de arte física, uma pulseira e uma estátua de Ellie; e a Ellie Edition também inclui uma réplica da mochila de Ellie e um disco de vinil com algumas músicas do jogo. O trailer da trama foi lançado em 6 de maio de 2020. De 13 de maio a 3 de junho de 2020, a Naughty Dog lançou uma série de vídeos sobre o desenvolvimento de Part II, debatendo a narrativa, jogabilidade e o cenário mundial do enredo. O jogo foi apresentado em sua própria apresentação State of Play em 27 de maio de 2020, revelando uma demonstração estendida de jogabilidade. Um comercial animado foi lançado em 3 de junho daquele ano, apresentando Ellie cantando um cover acústico de "True Faith" (1987), canção do New Order. O cover é especificamente inspirado na versão de Lotte Kestner, embora ela não tenha sido creditada; quando Kestner entrou em contato com a Naughty Dog, Druckmann pediu desculpas e garantiu o devido crédito. O trailer final de pré-lançamento foi lançado em 10 de junho. Druckmann afirmou que o departamento de marketing da Sony queria menos sigilo em torno da narrativa, mas ele não estava disposto a revelar reviravoltas aos jogadores. A Naughty Dog substituiu e alterou personagens nos trailers a fim de ocultar os eventos da história; Druckmann citou o marketing de Metal Gear Solid 2: Sons of Liberty, que escondia seu protagonista em trailers, como uma influência. Para o lançamento do jogo, a PlayStation da Austrália postou um cover de "Through the Valley" de Tash Sultana.
O jogo recebeu diversos produtos, incluindo roupas, um funko pop e uma réplica da guitarra de Ellie. A Sony também lançou hardware e acessórios para PlayStation 4 com a marca e o logotipo do jogo, incluindo um PlayStation 4 Pro, controle DualShock 4, fone de ouvido sem fio e disco rígido Seagate. The Art of The Last of Us Part II, um livro de 200 páginas apresentando arte e conceitos do jogo, foi lançado em junho de 2020. Após o lançamento, vários desenvolvedores e membros do elenco promoveram o jogo por meio de aparições em talk shows e podcasts online. O podcast oficial de The Last of Us, apresentado por Christian Spicer e publicado pela Sony, começou a cobrir o jogo a partir de seu sexto episódio em julho de 2020, apresentando entrevistas com o elenco e desenvolvedores. Para The Last of Us Day em setembro de 2020, a Naughty Dog anunciou novos produtos para o jogo, incluindo trilha sonora em vinil, jogo de tabuleiro, estátuas e pôsteres. Um trailer focado na história e jogabilidade de Abby foi lançado em 3 de dezembro de 2020. Para o primeiro aniversário do jogo em junho de 2021, novas roupas e mercadorias foram reveladas, incluindo uma estátua da Abby em colaboração com Dark Horse Comics. Em agosto de 2022, a Naughty Dog anunciou uma parceria com a Chivas Brothers para criar um whisky baseado no jogo, denominado de "Moth & Wolf" — lembrando as tatuagens de Ellie e a facção de Abby, respectivamente. A safra de 2013 — representativa do lançamento do primeiro jogo — o whisky, que tem 40% de álcool por volume, traz notas de baunilha para representar a segurança de Jackson; fumaça e malte para imitar a dureza de Seattle. As pré-encomendas foram abertas em outubro.

## Recepção
The Last of Us Part II recebeu críticas positivas dos avaliadores. De acordo com o agregador de resenhas Metacritic, o jogo tem uma nota média de 93/100 baseado em 121 avaliações, indicando uma "aclamação universal". É a segunda maior pontuação para um exclusivo de PlayStation 4 original e não-remasterizado (atrás de God of War). Riley MacLeod, da Kotaku, opinou que a pontuação agregada do Metacritic para este jogo "falhou em levar em conta as diversas opiniões críticas do jogo [...] e as inúmeras críticas não pontuadas".
Jonathon Dornbush, da IGN, elogiou o jogo, chamando-o de "uma obra-prima digna de seu antecessor" e escrevendo que "ele fornece uma história emotiva e altamente emocionante, além de uma jogabilidade furtiva e de ação que melhora a mecânica do primeiro jogo e ainda [...] cria tempo para uma exploração impressionante e diferenciada da força e fragilidade do espírito humano". Andy McNamara, da Game Informer, concordou, chamando de "o melhor jogo narrativo que já joguei" e "uma sequência diferente de qualquer outra, levando a narrativa de jogos eletrônicos a novos patamares". Kaity Kline, da NPR, chamou o jogo de uma "montanha russa emocional" e escreveu: "Eu acho que The Last of Us Part II me mudou um pouco como pessoa. Isso me deixou muito ciente das pequenas coisas da minha vida que eu tenho como garantidas, dos tipos de coisas que você não aprecia até serem roubadas para sempre." Kallie Plagge, da GameSpot, chamou-o de "bonito e devastador", e escreveu que "quanto mais eu penso nisso, mais aprecio a história e os personagens em sua essência". Tiago Roque, da ComboCaster considerou o jogo simplesmente obrigatório para qualquer fã de videojogos.
Por outro lado, outros revisores encontraram problemas com a narrativa do jogo e suas tentativas de explorar temas de violência e vingança. Maddy Myers, da Polygon, criticou o jogo por ser "uma história sobre personagens que parecem incapazes de aprender ou crescer", comparando-o desfavoravelmente aos jogos da última década no que diz respeito a como ele tenta discutir atos de violência, comentando: "Se a Naughty Dog fez você se sentir mal o suficiente, talvez da próxima vez você não [...] faça o que o jogo o força a fazer?". Riley MacLeod, da Kotaku, escreveu: "Tarde da noite, parei o jogo e me perguntei em voz alta se os desenvolvedores pensavam que eu era estúpido, se achavam que a existência de violência nunca havia me ocorrido antes". Rob Zacny, da Vice, acreditou que o jogo havia sido "mal servido por um estilo de casinha da Naughty Dog que se tornou menos uma assinatura do que uma camisa de força", em uma crítica negativa que comenta a incapacidade da história de se aprofundar em seus personagens, observando: "ninguém nunca reconsidera sua busca por vingança. Todo mundo age sob uma espécie de compulsão vingativa que é pouco comentada e não examinada".
O jogo foi bombardeado de reviews negativas pelos usuários do Metacritic nas primeiras horas e dias do seu lançamento, recebendo uma pontuação de 3,4/10. É perceptível que o jogo sofreu "Review Bomb", visto que ele tem uma média de duração de 27 à 30 horas, e o site até as 08:00 da manhã no dia de lançamento já estava com mais de 12 mil críticas negativas, com pouquíssimas realmente mostrando um certo descontentamento por parte dos jogadores à respeito do direcionamento narrativo do jogo ou dos trechos da história vazados antes na Internet, mas de forma geral, a esmagadora maioria das críticas eram apenas de usuários que escreviam qualquer coisa na descrição e já enviavam elas com nota 0 pro site. Com isso tudo, o próprio Metacritic se viu na obrigação de fazer algo a respeito, e a partir de todos os novos lançamentos depois do The Last of Us Part II, foi incrementado no site um contador até os usuários poderem avaliar um jogo depois do lançamento, com a mensagem: "Por favor, gaste um algum tempo jogando o jogo". Hoje em dia o jogo está com uma pontuação de 5,7/10, com base em 153.232 mil críticas no Metacritic.

### Vendas
O número de pré-vendas de Part II foi maior que o de Spider-Man na Europa, três semanas antes de seus respectivos lançamentos. No Brasil, Part II se tornou recordista de pré-vendas para um exclusivo de PS4, superando as pré-vendas do recordista anterior, God of War.
No Reino Unido, Part II se tornou o jogo mais vendido de PlayStation 4 em seu fim de semana de estreia, superando o recordista anterior, Uncharted 4: A Thief's End, em pelo menos 1% nas vendas físicas, e superando seu antecessor em 76%. No Japão, foi o jogo mais vendido durante sua primeira semana de lançamento, com um número estimado de 178.696 cópias vendidas. Nenhum desses números inclui vendas digitais. Em seus primeiros três dias de lançamento, o jogo vendeu mais de 4 milhões de cópias em todo o mundo, tornando-se o exclusivo de PlayStation 4 mais rapidamente vendido, superando os números de lançamento de Spider-Man (3,3 milhões) e God of War (3,1 milhões). Até junho de 2022, o jogo havia vendido mais de dez milhões de unidades em todo o mundo.

### Prêmios e indicações
Em 2017, The Last of Us Part II foi considerado o Jogo Mais Antecipado do Ano pela PlayStation Blog, e Jogo Mais Aguardado na Golden Joystick Awards de 2017 e The Game Awards 2017; em 2018, foi premiado como Jogo Mais Antecipado no Gamers' Choice Awards, e indicado como Jogo Mais Aguardado no Golden Joystick Awards. Recebeu os prêmios de Elogios Especiais para Gráficos e Som no Game Critics Awards em julho de 2018. The Last of Us Part II detém o recorde de mais prêmios de Jogo do Ano de todos os tempos, superando o recordista anterior The Witcher 3: Wild Hunt (2015).

## Remasterização
Em novembro de 2023, após um vazamento de listagem na PlayStation Store, a Naughty Dog anunciou a versão remasterizada do jogo, intitulada de The Last of Us Part II Remastered. Foi lançado para PlayStation 5 em 19 de janeiro de 2024. A versão de edição especial, incluindo uma caixa SteelBook, cartões colecionáveis, emblemas e alfinetes de lapela foram disponibilizadas em algumas regiões. Remastered apresenta melhorias visuais, tempos de carregamento mais rápidos, integração DualSense, descrição de áudio, um modo focado em speedrun e comentários de áudio para cenas com Druckmann, Gross, Johnson, Baker, Bailey e Woodward. Alguns jornalistas e jogadores questionaram se o jogo precisava de uma remasterização dentro de quatro anos de seu lançamento inicial, embora outros achassem que isso foi justificado pelas adições e pelo preço.